# Lloyd Harris
Lloyd Harris (Kaapstad, 24 februari 1997) is een Zuid-Afrikaanse tennisspeler. Hij heeft nog geen ATP-toernooi in het enkelspel op zijn naam staan, wel stond hij al twee keer in de finale. In het dubbelspel heeft hij één ATP-toernooi gewonnen

## Palmares

### Palmares enkelspel
| Nr.                  | Datum           | Toernooi     | Ondergrond | Tegenstander in finale | Score    | Details |
| -------------------- | --------------- | ------------ | ---------- | ---------------------- | -------- | ------- |
| Verloren finales     |                 |              |            |                        |          |         |
| 1.                   | 18 januari 2020 | ATP Adelaide | Hardcourt  | Andrey Roebljov        | 3-6, 0-6 | Details |
| 2.                   | 20 maart 2021   | ATP Dubai    | Hardcourt  | Aslan Karatsev         | 3-6, 2-6 | Details |
| Gewonnen challengers |                 |              |            |                        |          |         |
| 1.                   | 5 augustus 2018 | Lexington    | Hardcourt  | Stefano Napolitano     | 6-4, 6-3 |         |
| 2.                   | 7 oktober 2018  | Stockton     | Hardcourt  | Marc Polmans           | 6-2, 6-2 |         |
| 3.                   | 3 februari 2019 | Launceston   | Hardcourt  | Lorenzo Giustino       | 6-2, 6-2 |         |

### Palmares dubbelspel
| Nr.                          | Datum            | Toernooi      | Ondergrond | Partner         | Tegenstanders in finale      | Score               |         |
| ---------------------------- | ---------------- | ------------- | ---------- | --------------- | ---------------------------- | ------------------- | ------- |
| gewonnen titels mannendubbel |                  |               |            |                 |                              |                     |         |
| 1.                           | 1 juli 2023      | ATP Mallorca  | Gras       | Yuki Bhambri    | Robin Haase Philipp Oswald   | 6–3, 6–4            | Details |
| Verloren finales             |                  |               |            |                 |                              |                     |         |
| 1.                           | 13 februari 2022 | ATP Rotterdam | Hardcourt  | Tim Pütz        | Robin Haase Matwé Middelkoop | 6–4, 6–7(5), [5–10] | Details |
| Gewonnen challengers         |                  |               |            |                 |                              |                     |         |
| 1.                           | 29 april 2018    | Anning        | Gravel     | Aliaksandr Bury | Mao-Xin Gong Ze Zhang        | 6-3, 6-4            |         |
| 2.                           | 27 januari 2019  | Burnie        | Hardcourt  | Dudi Sela       | Mirza Basic Tomislav Brkic   | 6-3, 6-7(8), 10-8   |         |

## Resultaten grote toernooien
| Legenda | Legenda                          |
| ------- | -------------------------------- |
| g.t.    | geen toernooi gehouden           |
| l.c.    | lagere categorie                 |
| –       | niet deelgenomen                 |
| G       | uitgeschakeld in de groepsfase   |
| 1R      | uitgeschakeld in de eerste ronde |
| 2R      | uitgeschakeld in de tweede ronde |
| 3R      | uitgeschakeld in de derde ronde  |
| 4R      | uitgeschakeld in de vierde ronde |
| KF      | uitgeschakeld in de kwartfinale  |
| HF      | uitgeschakeld in de halve finale |
| F       | de finale verloren               |
| W       | het toernooi gewonnen            |
| w-v     | winst/verlies-balans             |

### Enkelspel
| grandslamtoernooien  |      |      |      |      |      |      |   |
| Australian Open      | –    | 1R   | 1R   | 3R   | 1R   | 2R   |   |
| Roland Garros        | –    | 2R   | 2R   | 2R   | 1R   | 1R   |   |
| Wimbledon            | –    | 1R   | g.t. | 2R   | –    | 1R   |   |
| US Open              | 1R   | 1R   | 2R   | KF   | –    | 2R   |   |
| ATP Masters 1000     |      |      |      |      |      |      |   |
| Indian Wells         | –    | –    | g.t. | 3R   | 3R   | –    |   |
| Miami                | –    | 1R   | g.t. | 2R   | 4R   | –    |   |
| Monte Carlo          | –    | –    | g.t. | –    | 1R   | –    |   |
| Madrid               | –    | –    | g.t. | 2R   | 1R   | –    |   |
| Rome                 | –    | –    | –    | 1R   | 1R   | –    |   |
| Montreal/Toronto     | –    | –    | g.t. | 3R   | –    | –    |   |
| Cincinnati           | –    | –    | 1R   | 2R   | –    | 1R   |   |
| Shanghai             | –    | –    | g.t. | g.t. | g.t. | –    |   |
| Parijs               | –    | –    | –    | –    | –    | –    |   |
| olympisch            |      |      |      |      |      |      |   |
| Olympische Spelen    | g.t. | g.t. | g.t. | –    | g.t. | g.t. |   |
| statistieken         |      |      |      |      |      |      |   |
| totaal aantal titels | 0    | 0    | 0    | 0    | 0    | 0    | 0 |
| eindejaarsranking    | 127  | 99   | 87   | 31   | 237  | 140  |   |

### Dubbelspel
| grandslamtoernooien  |      |      |     |      |      |  |
| Australian Open      | –    | –    | 1R  | 1R   | 3R   |  |
| Roland Garros        | –    | –    | 2R  | 1R   | 1R   |  |
| Wimbledon            | 1R   | g.t. | 2R  | –    | 3R   |  |
| US Open              | –    | –    | 2R  | –    | 2R   |  |
| olympisch            |      |      |     |      |      |  |
| Olympische Spelen    | g.t. | g.t. | –   | g.t. | g.t. |  |
| statistieken         |      |      |     |      |      |  |
| totaal aantal titels | 0    | 0    | 0   | 1    | 0    |  |
| eindejaarsranking    | 363  | 1165 | 201 | 166  | 123  |  |